# Berendt Johan Mellin
Berendt Johan Mellin, född 5 maj 1659 på Vahnerov i Griefenberg, Pommern, död 14 december 1733 i Reval, var en svensk greve och militär.
Berendt Johan Mellin var son till fältmarskalk Jurgen Mellin och Anna Magdalena von Löwen. Han gick tidigt i tjänst vid sin fars regemente, blev ryttare vid Carl Gustaf Wrangels regemente 1674, fanjunkare där 1675, kornett 1676 och löjtnant 1677. Vid freden i Lund var Mellin hovjunkare hos riksrådet Johan Göransson Gyllenstierna. Han blev löjtnant vid Wangelins regemente 1680, regementskvartermästare vid sin fars infanteriregemente 1684, kapten vid guvernörsregementet i Wismar 1688 och lantråd i Estland 1693. Mellin erhöll överstelöjtnants avsked 1700 men återinträdde i militärtjänst som överste för ett värvat estländskt regemente 1702, och erhöll generalmajors avsked ur svensk tjänst 1723. Mellin skrev sig som arvherre till Tual i Koschs socken. I samband med Revals kapitulation 1710 indrogs hans gods, men sedan han erkänt den ryska regeringen återfick han dem.